# Fimbristylis kingii
Fimbristylis kingii là loài thực vật có hoa trong họ Cói. Loài này được Gamble ex Boeckeler mô tả khoa học đầu tiên năm 1890.